# Crispino e la Comare
Crispino e la Comare (în limba română Cizmarul și zâna) este o operă bufă de Luigi Ricci și Federico Ricci pe un libret de Francesco Maria Piave. Premiera a avut în 28 februarie, 1850 la Teatrul San Benedetto din Veneția.
Acțiunea are loc în Veneția secolului al XVII-lea. Crispino este un cizmar sărac, care nu are mijloacele de a-și întreține familia. El este ajutat de o zână care îl încurajează să începe să practice medicina, deși Crispino nici nu știe să citească. Cu ajutorul zânei el are succes dar noua sa prosperitate îl face arogant și Crispino își maltratează nevasta. Zâna intervine din nou, îl face să-și dea seama de greșelile sale și restaurează armonia în familia cizmarului.
Principalele personaje ale operei sunt:
- Crispino Tachetto (cizmarul)
- Fabrizio (un doctor)
- Mirabolino (un doctor și spițer)
- Contino del Fioro (un aristocrat din Toscana)
- Don Astrubale di Caparotta (un sicilian avar)
- Bortilo (un zidar)
- Anneta (nevasta lui Crispino)
- La Comare (zâna).

În 1938 a fost produs în Italia un film dirijat de Vincenzo Sorelli bazat pe această operă.
În 1994, Orchestra Simfonică din San Remo a produs o înregistrare completă a operei.